# Иранское научное общество философии религии
Иранское научное общество философии религии (перс. انجمن علمی فلسفه دین ایران‎) — одно из научных обществ Ирана, созданное для изучения философии религии.

## История и общая информация
Иранское научное общество философии религии действует под эгидой Комиссии по научным ассоциациям при  Министерстве науки, исследований и технологий, поэтому его можно назвать учреждением университетского типа, а членство в нём считается академической деятельностью. В целях распространения фундаментальных научных исследований и углубления научного сотрудничества в области философии религии между учёными и преподавателями разных стран Общество ежегодно проводит научную конференцию по данной тематике . Кроме того, Общество оказывает своим членам содействие в организации их участия в ежегодной международной конференции, посвящённой современной философии религии.

Исламская революция в Иране носила религиозный характер, поэтому ввиду возрастающего в мире интереса к религии всесторонние фундаментальные исследования религиозной мысли в нашей стране стали играть заметную роль. В то время религиоведческие изыскания составляли наиболее значительную часть гуманитарных исследований в Иране. С другой стороны, западная традиция подобного рода исследований и контакты учёных с Западом привнесли в рациональное изучение основ религии в нашей стране элементы западного мировоззрения. В результате большая часть дипломных работ по западной философии, исламской философии и богословию были сосредоточены на различных аспектах философии религии. В этой связи в Иране в рамках программ магистратуры и аспирантуры была введена специальность «философия религии», чтобы студенты, интересующиеся этим предметом, могли профессионально заниматься его изучением.

Многие университеты либо уже ввели эту специальность, либо находятся в процессе её создания. Ни одно из направлений философии в Иране не представлено настолько широко, как это. Подобная деятельность привела к тому, что философия религии стала наиболее значимым из всех философских направлений, которое через призму нашей мысли привлекло к себе внимание западных исследователей: последние стремятся к сотрудничеству на основе нового мировоззрения, получившего распространение в Иране. Кроме того, в этом направлении представлено большое число наших учёных, что позволило им занять достойное место в мировой философской мысли.

Ввиду создавшегося положения существует острая необходимость в создании концепции философии религии на основе ирано-мусульманского подхода. Нам следует на весь мир говорить об этом образе мысли как о новом эталоне. Кроме того, необходимо упорядочить деятельность в области философии религии внутри страны. Целесообразность создания подобного общества подчёркивалась многими философами, богословами и учёными нашей страны, поэтому сообщение о его учреждении было встречено всеми мыслящими членами общества с решительным одобрением. Есть надежда, что благодаря созданию этого института, государственной поддержке и работе интеллектуальной элиты нашего общества данное направление станет главным направлением гуманитарных наук, подарит миру идеи ирано-исламской концепции и даже сможет играть ведущую роль в мире.

## Преимущества, предоставляемые членам Общества
— своевременное информирование о последних новостях, инновациях, национальных и международных конференциях в сфере философии религии и в смежных областях

— возможность пользоваться источниками, хранящимися в библиотеке Общества

— приоритет при оценке статей, предполагаемых к публикации в периодическом издании Общества

— приглашение участвовать в общем собрании Общества

Адрес: Тегеран, пр. Азади, пр. Хабибаллахи, пл. Теймури, пр. Лотфали, ул. Парс, ул. Махаббат № 9.